# Abdounodus
 Abdounodus  ist eine ausgestorbene Gattung und ein sehr früher Repräsentant der Afrotheria, eine Gruppe Höherer Säugetiere aus Afrika. Innerhalb der Afrotheria wird er in die Nähe der Paenungulata gestellt, welche die Elefanten, Schliefer und Seekühe enthalten. Abdounodus lebte im Paläozän vor etwa 61 bis 59 Millionen Jahren. Fossilreste der Tiere stammen aus phosphathaltigen Ablagerungen im Ouled-Abdoun-Becken im nordafrikanischen Marokko. Die bisher gemachten Funde sind eher kleinstückig und umfassen hauptsächlich Kieferreste. Sie lassen nur wenige Aussagen zur Lebensweise zu, aufgrund des Zahnbaus kann aber angenommen werden, dass er ein Pflanzenfresser war. Die Struktur der Mahlzähne gibt darüber hinaus Aufschluss über die Entwicklung der Zahngestalt bei den Pasenungulata. Die ersten Fossilien wurden bereits Ende der 1990er Jahre entdeckt, die Beschreibung und Benennung von Abdounodus erfolgte dann im Jahr 2001. Anfangs sah man die Form als Vertreter urtümlicher Huftiere an, später wurde die Verwandtschaft mit den Afrotheria erkannt.

## Merkmale

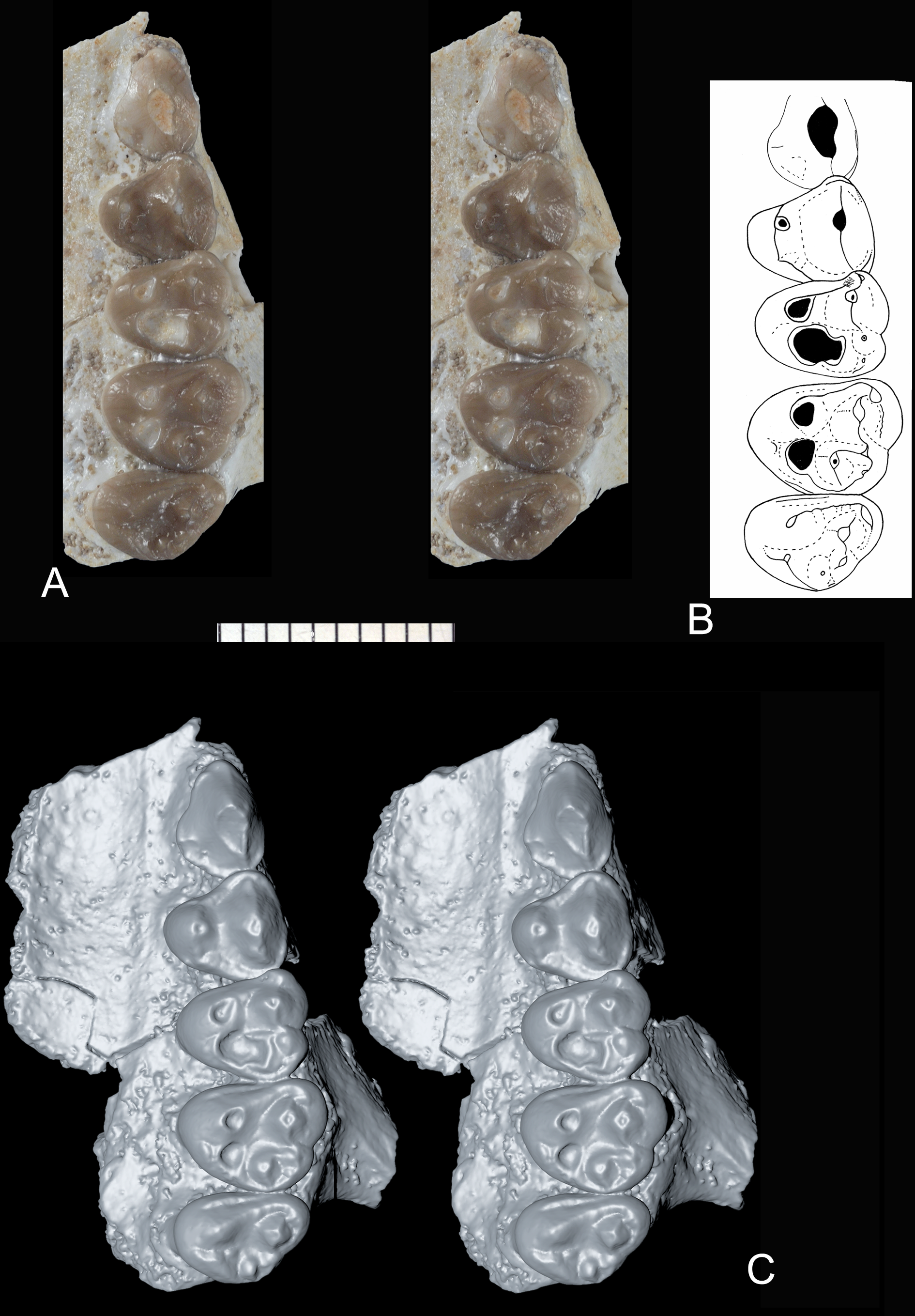
Oberkieferzähne von Abdounodus im Photo (A), Zeichnung (B) und im CT-Scan (C)

Von Abdounodus liegen bisher einzelne Schädelbruchstücke und Unterkieferteile vor. Aufgrund des fragmentierten Materials lassen sich nur wenige Merkmale beschreiben. Das Foramen infraorbitale lag oberhalb des dritten Prämolaren, der vordere Ansatz des Jochbogens begann auf Höhe des zweiten Molaren und damit weiter vorn als beim etwa gleich alten Ocepeia. Die Lage des Foramen infraorbitale lässt annehmen, dass die Orbita sich oberhalb des ersten Molaren befand, was auch mit der Knochennaht zwischen dem Oberkiefer und dem Jochbein übereinstimmen würde. Die Sutur des Oberkiefers mit dem Gaumenbein erstreckte sich bis zum ersten oder zweiten Mahlzahn. Der Unterkiefer erreichte eine Länge von 5,8 cm und am horizontalen Knochenkörper eine Höhe von 1,15 cm. Er war insgesamt relativ grazil gebaut, an der Außenseite blähte der horizontale Knochen etwas auf, was aber nicht die Ausmaße wie bei Ocepeia erreichte. Dadurch besaß der Unterkieferast eine Breite von bis zu 0,87 cm. Die Unterkante verlief leicht konvex. Ein kleines Foramen mentale bestand unterhalb des dritten Prämolaren, ein zweites, deutlich größeres weiter vorn im Bereich der Symphyse. Letzterer war eher kurz, endete noch vor dem dritten Prämolaren und zeigte keine Verwachsungen. Der Kronenfortsatz ragte weit auf, so dass er vergleichsweise höher lag als bei Ocepeia. Die Gesamthöhe des Unterkiefers betrug am aufsteigenden Ast 3,6 cm. Die Vorderkante des Kronenfortsatzes verlief schräg nach oben, der Winkel zur Alveolarebene maß etwa 120°. Der Gelenkfortsatz setzte sich deutlich vom Kronenfortsatz ab und befand sich deutlich tiefer, etwa auf Höhe der Kauebene, das Unterkiefergelenk verbreiterte sich seitlich. Der Winkelfortsatz war dagegen schwach entwickelt. Am aufsteigenden Ast traten kräftige Marken der Kaumuskulatur auf. Das Foramen mandibulare war groß und befand sich unterhalb des Ansatzes des Gelenkastes und unterhalb des Scheitelpunktes des Kronenfortsatzes.
Die genaue Zusammensetzung des Gebisses ist unbekannt, da die vorderen Zähne nicht überliefert sind. Erhalten blieben lediglich die letzten beiden Prämolaren und die drei Molaren der jeweils oberen und unteren Zahnreihe. Die Zähne standen geschlossen, vor dem dritten Prämolaren im Unterkiefer war aber einer Diastema von 2,2 mm Länge zum vorangehenden, in diesem Fall nur alveolar belegten Zahn ausgebildet. Es ist unklar, ob dieser Zahn einen weiteren Prämolaren oder bereits den Eckzahn repräsentierte. Die Molaren waren alle niederkronig (brachyodont) und ausgesprochen bunodont, das heißt, die Kauoberfläche der Zähne wies ein buckeliges Muster auf. Typischerweise bestanden zwei Paare an Haupthöckern, die den Zähnen wiederum einen bilophodonten Charakter verliehen. Die Zahnhöckerchen waren teilweise deutlich aufgebläht, Schmelzfalten zwischen den Höckerchen zeigten sich aber eher schwach entwickelt. Allerdings bestand an der Lippenseite der Molaren ein W-förmiges Ectoloph, so dass die Molaren einen selenodonten Anschein hatten (die Scherkante wirkte dadurch mondsichelförmig). Die Prämolaren besaßen eine submolariforme Gestalt mit einem oder zwei Haupthöckerchen. Im Unterkiefer erreichten der vierte Prämolar und der erste Molar mit Ausmaßen von 5 mal 3,5 und 4,8 mal 3,3 mm die größten Dimensionen, also die beiden zentral gelegenen Zähne. Im Oberkiefer war dagegen der zweite Molar mit einer Länge von 5,1 und einer Breite von 6,4 mm am größten. Die Länge der oberen Zahnreihe vom dritten Prämolaren bis zum dritten Molaren betrug 23,8 mm.

## Fossilfunde

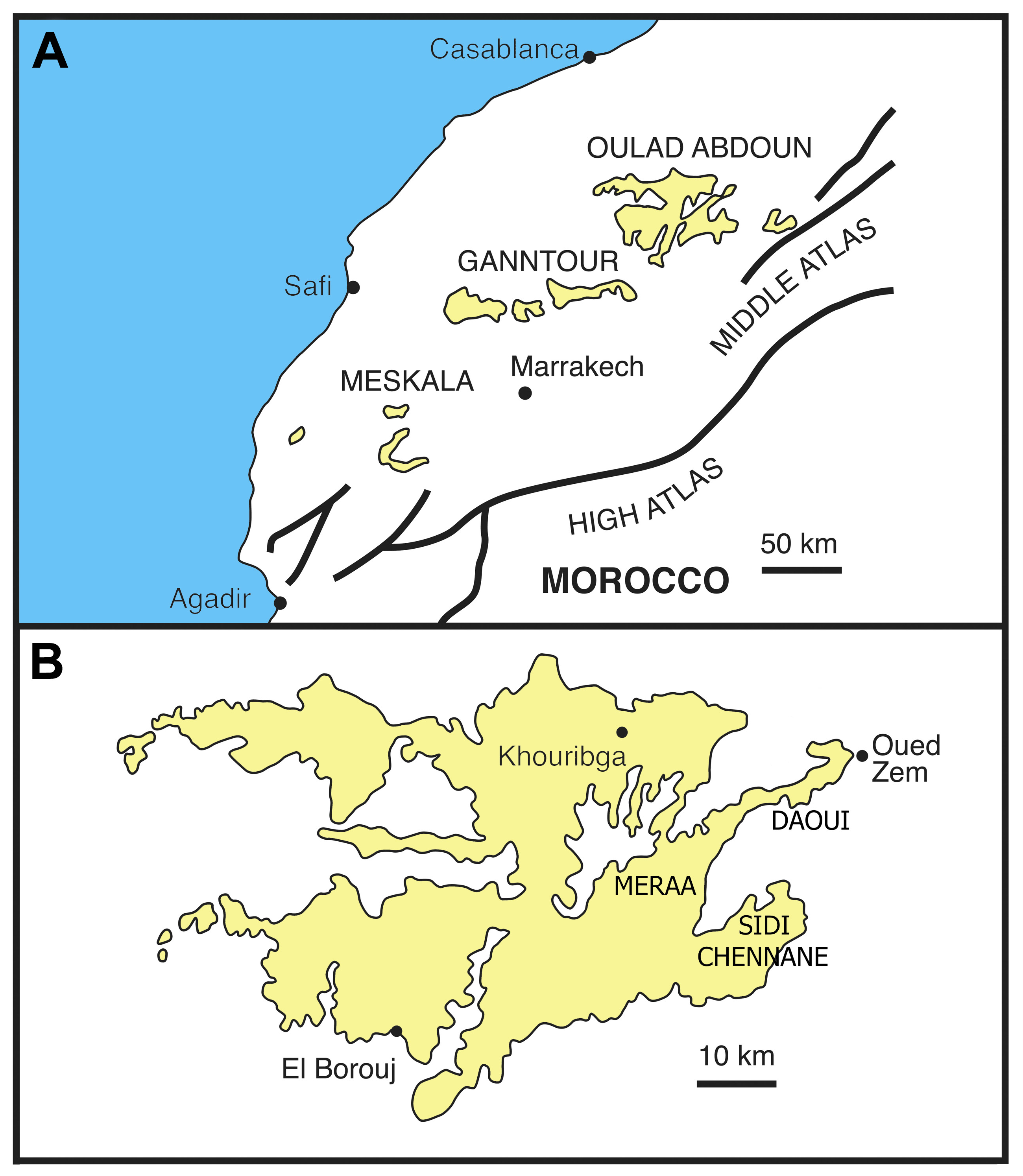
Das Ouled-Abdoun-Becken in Marokko

Die wenigen Funde von Abdounodus stammen aus dem Ouled-Abdoun-Becken in Marokko. Dieses liegt rund 70 km südlich von Casablanca. Das Becken ist vor allem für seine reichhaltigen Phosphatablagerungen bedeutend, die sich im Übergang von der Kreide zum frühen Paläogen gebildet hatten. Die phosphathaltigen Sedimente sind zwar nicht durchgehend ausgebildet, erreichen aber von N nach S eine Mächtigkeit von 30 bis 300 m und decken einen Zeitraum von rund 25 Millionen Jahren ab (Maastrichtium bis Ypresium vor 72 bis 48 Millionen Jahren). Sie gehören damit zu den umfangreichsten Ablagerungssequenzen dieser Art im Bereich des ehemaligen Tethys-Ozeans. Die Ablagerungen entstanden in einem marinen Milieu, wobei das Meer relativ flach sowie warm war und festlandsnah lag. Sie sind reich an Fossilien, neben zahlreichen Meeresbewohner kommen zusätzlich auch Landwirbeltiere vor. Insgesamt sind bisher rund 330 Arten nachgewiesen, darunter zählen unter anderem die ältesten Reste känozoischer Säugetiere in ganz Afrika. Bekannt wurde das Ouled-Abdoun-Becken unter anderem durch die hier auftretenden, urtümlichen Rüsseltiere, von denen unter anderem Eritherium und Daouitherium zu frühesten Formen überhaupt gehören. Der größte Teil der Fossilien wird beim Phosphatabbau gefunden. Dieser erfolgt in mehreren Minen, die sich über das Ouled-Abdoun-Becken verteilen.
Der erste Fund von Abdounodus, ein Unterkieferfragment, wurde wahrscheinlich 1997 von lokalen Fossiliensammlern aufgelesen, sein exakter Fundort ist daher unbekannt. Der Fund gelangte später an das Muséum national d’histoire naturelle in Paris. In der Folgezeit kamen weitere Fossilreste zu Tage. Diese konnten mit dem Lower bone bed des Bed IIa in der lokalen Stratigraphie des Ouled-Abdoun-Becken in Verbindung gebracht werden, das Bed IIa datiert allgemein in das späte Paläozän, genauer dem Thanetium vor 59 bis 56 Millionen Jahren. Insgesamt ist das Lower bone bed sehr fossilreich und enthält hauptsächlich Fische und Vögel, zudem auch einige Fossilfunde von Säugetieren. Dazu zählen neben Abdounodus unter anderem die Reste von Ocepeia, einem weiteren sehr urtümlichen Vertreter der Afrotheria, und von Eritherium. Die Fischfauna, hier vor allem die charakteristische Plattenkiemer-Fauna, des Bed IIa erlaubte auch eine Stellung der Fundschicht im Seelandium vor 61 bis 59 Millionen, allerdings ist diese Stufe des Paläozäns aus lokalstratigraphischen Gründen innerhalb des Ouled-Abdoun-Becken nicht vom Thanetium abtrennbar. Isotopenuntersuchungen mit Hilfe des Kohlenstoffs konnten später das Bed IIa eindeutig dem Seelandium zuweisen.

## Paläobiologie
Das bunodonte Kauflächenmuster spricht für einen Pflanzenfresser. Starke Abnutzungsspuren an den Außenseiten der unteren und den Innenseiten der oberen Molaren, die zudem flächig ausgeprägt sind, sprechen für deutliche horizontale Kaubewegungen. Dabei zerschnitten die Zahnhöckerchen die Nahrung eher, als dass sie sie zermahlten. Zusätzlich wirkten starke vertikale Beißkräfte, so dass Abdounadus wohl vor allem auf härtere Pflanzenteile spezialisiert war.

## Systematik
Abdounodus ist eine ausgestorbene Gattung innerhalb der Überordnung der Afrotheria, einer der vier Hauptlinien der Höheren Säugetiere (Eutheria). Eine Zuweisung zu einer bestimmten Familie der Afrotheria erfolgte bisher nicht. Allerdings ist Abdounodus näher mit der Gattung Ocepeia, verwandt, die als etwa gleich alte Form ebenfalls im Ouled-Abdoun-Becken aufgefunden wurde. Sowohl für Abdounodus als auch für Ocepeia wird eine nähere Beziehung zu den Paenungulata und somit zu den Rüsseltieren (Proboscidea), den Schliefern (Hyracoidea) und den Seekühen (Sirenia) angenommen. Dieses vermutete Verwandtschaftsverhältnis drückt sich in dem gemeinsamen, übergeordneten Taxon der Paenungulatomorpha aus.
Die nähere Verwandtschaft von Abdounodus, Ocepeia und der Paenungulata zeigt sich vor allem in den Zahnmerkmalen. Ausschlaggebend ist das bilophodonte Kauflächenmuster der Molaren, das so auch bei den frühesten Rüsseltieren wie Eritherium oder bei den Schliefern zu finden ist. Die vier Haupthöcker (quadritubercular), die den Zähnen ihren bilophodonten Charakter geben, sind der Paraconus und der Hypoconus sowie der Metaconus und der Protoconus, bezogen auf die Oberkiefermolaren. Strukturell ähnliche Zähne gibt es auch bei den Paar- (Artiodactyla) und Unpaarhufern (Perissodactyla), weswegen diese ursprünglich zusammen mit den Paenungulata häufig zu den Ungulata (Huftiere) zusammengefasst wurden.

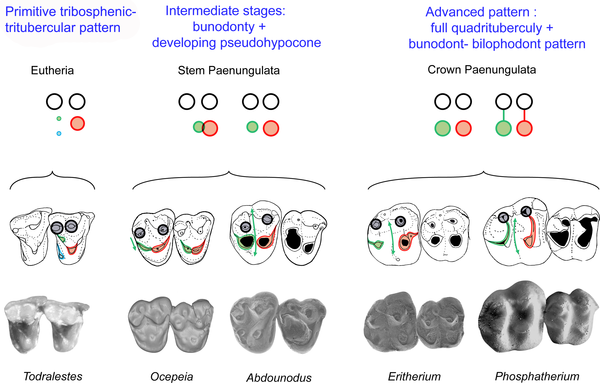
Ursprung und Entwicklung des bilophodonten Kauflächenmusters der Paenungulata ausgehend von dreihöckrigen (tritubercularen) Zähnen über Zwischenstufen zu vierhöckrigen (quadritubercularen). Schwarze Kreise: Paraconus und Metaconus, Grüner Kreis: Metaconulus; Roter Kreis: Protoconus; Blauer Kreis: Hypoconus; Querlinien und Doppelpfeil: verschiedene Schmelzleisten

Bemerkenswert sowohl bei Abdounodus als auch bei Ocepeia ist, dass die bilophodonten Zähne noch nicht vollständig entwickelt sind, sondern sich das ursprünglich trituberculare Zahnmuster der Höheren Säugetier bestehend aus drei Haupthöckern (ohne Hypoconus) noch mehr oder weniger deutlich erkennbar durchpaust. Bei beiden Formen liegt der Hypoconus auffallend nahe am Protoconus. Es lässt sich daher vermuten, dass der ursprünglich nicht ausgebildete Hypoconus aus dem Metaconulus entstanden ist. Der Metaconulus stellt einen kleinen Nebenhöcker dar, der bei urtümlicheren Höheren Säugetieren mit dem Protoconus verbunden ist. Beim Herausbildungsprozess wanderte der Metaconulus demzufolge langsam vom Protoconus zungenseitig weg und formte dann später den Hypoconus aus. Der Vorgang ist bei Abdounodus weiter fortgeschritten als bei Ocepeia, so dass ersteres als stammesgeschichtlich jünger erscheint als letzteres. Die Herausformung des Hypoconus aus dem Metaconulus bei den Paenungulata steht dabei im markanten Gegensatz zu den Molaren der Unpaarhufer und einiger ausgestorbener Stammgruppenvertreter der Euungulata, bei denen der Hypoconus aus einem Cingulum (einem Zahnschmelzwulst) entstanden ist (bei den Paarhufern entwickelte sich der Hypoconus ebenfalls aus dem Metaconulus). Aus diesem Grund sind die bilophodonten Zähne der Paenungulata und der Unpaarhufer beziehungsweise verschiedener Stammgruppenvertreter der Euungulata als konvergente Entwicklung aufzufassen und nicht als ein Ausdruck einer näheren Verwandtschaft. Der Hypoconus der Paenungulata wird wegen seiner abweichenden Herkunft manchmal auch als Pseudohypoconus bezeichnet.

## Forschungsgeschichte
Die wissenschaftliche Erstbeschreibung von Abdounodus führten Emmanuel Gheerbrant und Jean Sudre im Jahr 2001 durch. Sie beriefen sich dabei auf das Unterkieferfragment, das bereits 1997 von Fossiliensammlern im Ouled-Abdoun-Becken aufgelesen worden war. Es stellt somit den Holotypen (Exemplarnummer MNHN PM21) dar, er umfasst einen linken Unterkieferast mit den noch erhaltenen Zähnen vom dritten Prämolaren bis zum zweiten Molaren. Der Gattungsname Abdounodus setzt sich aus der Fundstellenbezeichnung, dem Ouled-Abdoun-Becken, und dem griechischen Wort ὀδούς (odoús) für „Zahn“ zusammen. Gheerbrant und Sudre kreierten mit Abdounodus hamdii eine Art und ehrten mit dem Artepitheton den damals hauptverantwortlichen Manager für das Phosphatabbaugebiet Mohamed Hamdi, der die paläontologische Forschung stark unterstützte. In ihrer Erstbeschreibung verwiesen die beiden Erstautoren die Gattung zur Familie der Mioclaenidae, einem Mitglied der formenreichen, aber in sich nicht geschlossenen Gruppe der „Condylarthra“ („Stammhuftiere“). Die Ansicht wurde teilweise auch von anderen Wissenschaftlern übernommen. Die Mioclaenidae wurden damals als relativ weit über Nord- und Südamerika sowie Europa und Afrika verbreitet angesehen, spätere Analysen reduzierten sie aber auf die nordamerikanischen Formen. Aufgrund weitere Neufunde von Abdounodus in Form von Unterkieferresten arbeitete Gheerbrant im Jahr 2010 zahlreiche Unterschiede zu den Mioclaenidae heraus, behielt die Gattung aber innerhalb der „Condylarthra“. Erst die Entdeckung von einzelnen Oberkieferteilen veranlasste ihn dann in Zusammenarbeit mit anderen Forscherkollegen, Abdounodus in die Nähe der Paenungulata zu stellen.